# Кућа Симића у Крушевцу
Кућа Симића у Крушевцу је културно добро од великог значаја, настала је почетком 19. века и налази се у строгом центру града у Закићевој улици.

## Историја
Кућа Симића спада у најстарије грађевине у Крушевцу. Иако нема поузданих података о тачном времену њеног настанка по стилским одликама се претпоставља да је грађена на самом крају 18. или почетком 19. века, пре 1833. године када је Крушевац ослобођен од Турака. Изузев архитектонских вредности, значајна је и за културну историју града. Сматра се да је најпре била власништво Селим-бега и Осман-бега, под надимцима Зека и Смака, браће Френчевић, а потом Стојана Симића, првог старешине тек ослобођене вароши који ју је добио од свога кума Милоша Обреновића. У овој кући је договорена 1835. године Милетина буна којом је ограничена власт кнеза Милоша. Касније је мењала своју намену, спољни и унутрашњи изглед у зависности од власника. Године 1951. је адаптирана за потребе новооснованог музеја због чега је међу Крушевљанима била позната као „Мали музеј”. Поновном санацијом 2007—2008. Народни музеј је добио простор за реализацију поставке која има за циљ да кроз изложен намештај и покућство прикаже породични живот у крушевачкој вароши у првим деценијама 20. века. 
Кућа је реституцијом враћена наследницима. Након дугих преговора градоначелника Ивана Манојловића са правним заступницима, Град Крушевац је 2025.године трајно прибавио у својину града и као таква остаће историјско благо за будуће генерације.

## Изглед
Кућа је спратна са продужним тремом у приземљу и на спрату ослоњеним на стубове док је са наспрамне стране угаони трем. Приземље је грађено ломљеним каменом, а спратни део је грађен бондруком и чатмом. Приземни простор је имао економску намену док је спрат био стамбени. Као једна од најстаријих зграда Крушевца кућа Симића предочава изглед чаршије прве половине 19. века.

### Ентеријер
Горњи спрат, који служи као музеј, састоји се од девојачке собе, трпезарије, салона и ходника. У девојачкој соби, на спрату, се у углу налази тоалетни део са бокалом, лавором и пешкиром, кутијом за сапун, а преко пута машина за шивење којом се у то време свака девојка трудила да овлада кибицујући кроз прозор на варошкој калдрми каквог официра, трговца или чиновника из бољих кућа. Трпезарија је под утицајем странаца постајала део ентеријера српске грађанске куће, а у трпезарији Куће Симића се налази канаба са краја 19. века, креденац са покућством од порцелана, стакларије, сребрнине и розентал шоље. Зидни сатови, лампе, оквири за слике и свећњаци стижу у то доба у Србију из аустроугарских и других европских земаља. У салону је прострт пиротски ћилим, а на зиду портрети Радослава Дуњића, бана Дунавске бановине, крушевачког адвоката и супруге Љубице. Салонска гарнитура је доспела у Крушевац 1895. године као мираз. У ходнику су изложени мушки и женски костими. Ана Обреновић је прва увела европске елементе у женски костим као што је Викторија Хановерска прва обукла белу венчаницу и тако постала родоначелник моде „венчања у белом” на Западу која се проширила по свету и у Кини. Поставка музеја се повремено мења како би се изложило хиљаду фотографија, докумената и предмета из тог доба.